# Strandfliegen
Die Strandfliegen oder Algenfliegen (Helcomyzidae) sind eine Familie der Zweiflügler (Diptera) und werden den Fliegen (Brachycera) zugeordnet.
Die Fliegen dieser Familie sind mittelgroß und erreichen Körpergrößen von sechs bis zehn Millimetern. Sie zeichnen sich durch ein auffälliges drittes Antennenglied aus. Sie leben vor allem in feuchten, wasserreichen Umgebungen, z. B. an Meeresküsten. Ihre Larven entwickeln sich in verwesender, organischer Substanz wie fauligem Tang.
Die erste Sichtung in Deutschland auf Helgoland und Sylt geht auf Joseph (1879) zurück.